# Monika Liu
Monika Liu, de son vrai nom Monika Liubinaitė, est une autrice-compositrice-interprète lituanienne, née le 9 février 1988 à Klaipėda en RSS de Lituanie (actuelle Lituanie). Elle représente la Lituanie au Concours Eurovision de la chanson 2022, avec sa chanson Sentimentai (en lituanien : Sentiments).

## Jeunesse et débuts
Monika Liubinaitė naît le 9 février 1988 dans la ville de Klaipėda, alors en RSS de Lituanie, dans l'URSS. Elle est issue d'une famille de musiciens et prend des cours de ballet dans son enfance. Elle partira étudier au Berklee College of Music, puis à Londres.

## Carrière
Monika commence à jouer du violon à l'âge de cinq ans, et découvre le chant une dizaine d'années plus tard. En 2004, elle remporte le concours Dainų dainelė (La chanson des chansons).

Après avoir terminé le lycée, Monika étudie le jazz et le chant à l'université de Klaipėda (en), puis elle poursuit ses études au Berklee College of Music de Boston, puis à Londres, où elle continue d'écrire et de composer des chansons.

Depuis 2019, elle occupe la position de coach à Lietuvos balsas, la version lituanienne de The Voice. Elle a également fait partie du jury de la version lituanienne de The Masked Singer en 2021 et du panel de célébrités de la version locale de I Can See Your Voice,.

Monika Liu est souvent décrite comme étant "une version fortement électro-pop (et moins bizarre) de Björk". 

### 2022:Concours Eurovision de la chanson
Le 7 décembre 2021, Monika Liu est annoncée comme faisant partie des trente-six participants à l'édition 2022 de Pabandom iš naujo!, la sélection nationale lituanienne pour l'Eurovision. Sa chanson, intitulée Sentimentai (en lituanien : Sentiments), sort le 18 janvier 2022 et se classe peu après en tête des titres les plus écoutés,. Le 12 février, elle remporte la finale et devient par conséquent la représentante lituanienne pour le Concours Eurovision de la chanson 2022, qui a lieu à Turin en Italie.

Elle devient ainsi la première participante au Concours à interpréter une chanson intégralement en lituanien depuis Ovidijus Vyšniauskas, lors de l'édition 1994, qui correspondait d'ailleurs à la première participation du pays.

Lors de la première demi-finale, diffusée le mardi 10 mai 2022, Monika passe en 3e position et se classe 8e avec 159 points (56 du jury, 103 du public). Cela lui permet d'accéder à la finale du samedi 14 mai. Ce soir-là, elle passe en 13e position et finira 14e du concours avec 128 points (35 du jury, 93 du public).

## Discographie

### EPs
- 2015 – I Am
- 2020 – Melodija

### Singles
- 2016 – On My Own
- 2019 – Komm zu mir
- 2019 – Hello
- 2019 – Resist No More
- 2019 – I Got You
- 2019 – Falafel
- 2019 – Detective
- 2019 – I Wanna Be a Man
- 2019 – No Matter What
- 2019 – Sometimes I Loved You Sometimes You Loved Me
- 2019 – Vaikinai trumpais šortais
- 2020 – Troškimas
- 2022 – Sentimentai